# Zoetermeer

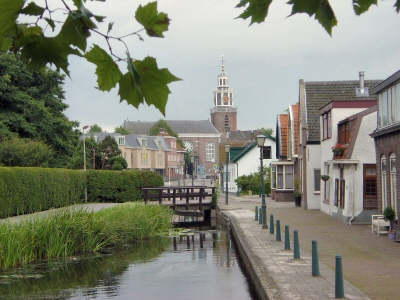
Eine Straße des alten Dorfkerns

Zoetermeer (anhörenⓘ) ist eine Gemeinde in der niederländischen Provinz Südholland und zählte am 1. Januar 2025 laut Angabe des CBS 129.941 Einwohner. Die Gesamtfläche der Gemeinde beträgt 37,05 km².
Zoetermeer liegt zwischen Den Haag, mit dem es fast zusammengewachsen ist, und Utrecht, womit sie inmitten der Metropolregion Randstad liegt. Es gibt in Zoetermeer verschiedene Industriebetriebe, hauptsächlich aus den Bereichen IT und Telekommunikation.
Die Stadt, ursprünglich ein Bauerndorf, wurde ab den 1960er Jahren zu einer Entlastungsstadt von Den Haag ausgebaut. Im Zentrum ist noch eine Dorfkirche aus dem 18. Jahrhundert, die Oude Kerk, mit einem spätgotischen Turm erhalten geblieben.

## Vom Dorf zur Stadt

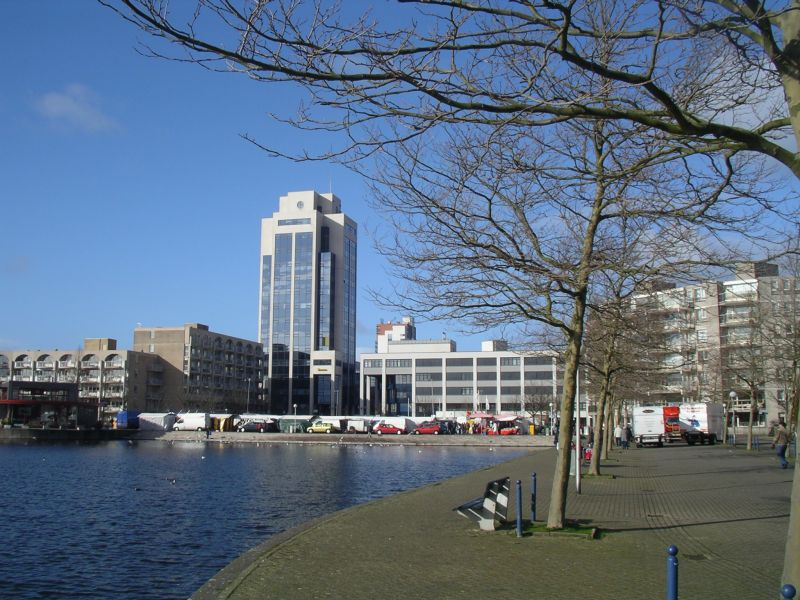
Dobbeplas, Markt en Stadshart

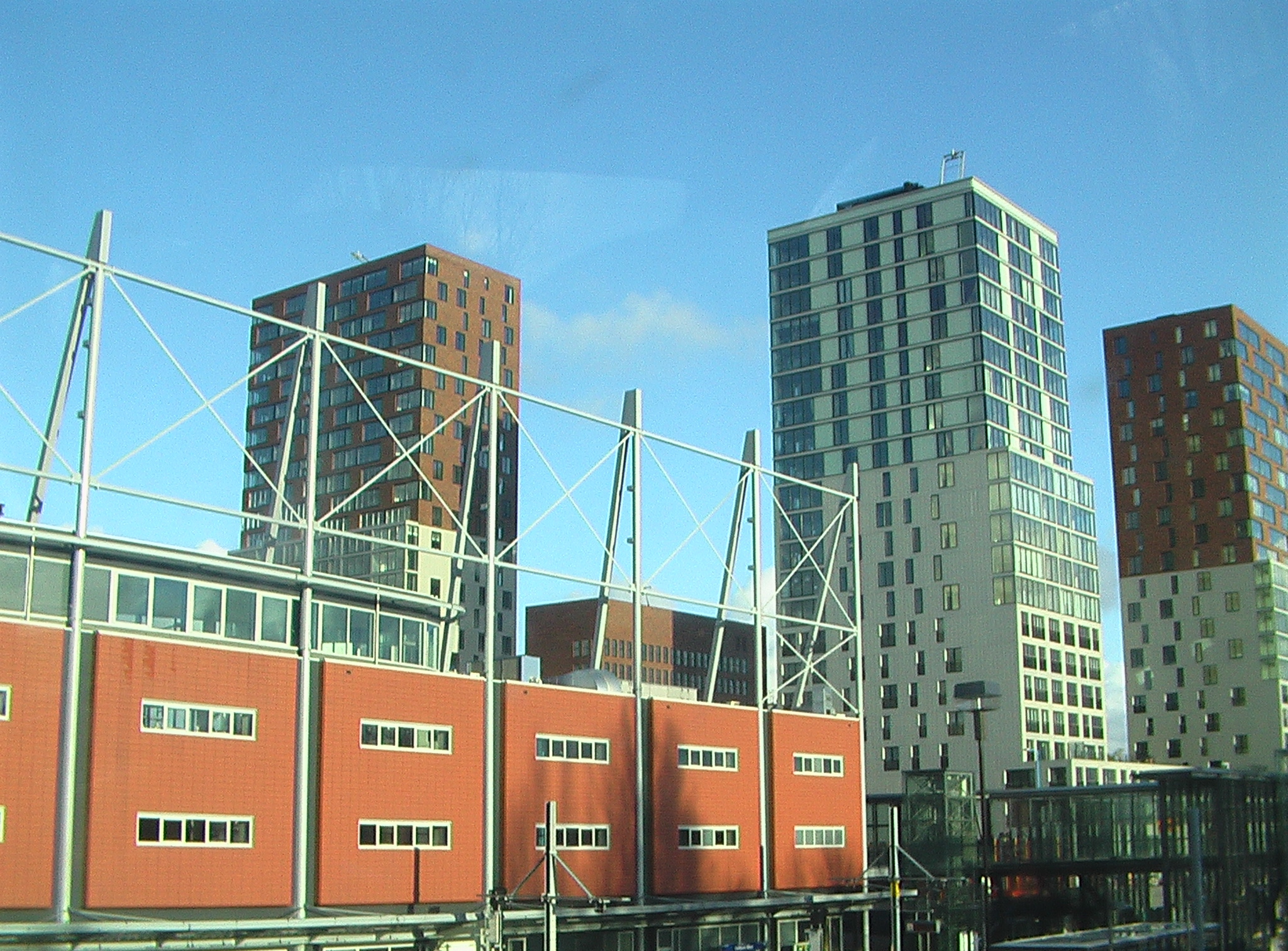
Winkelcentrum Spazio

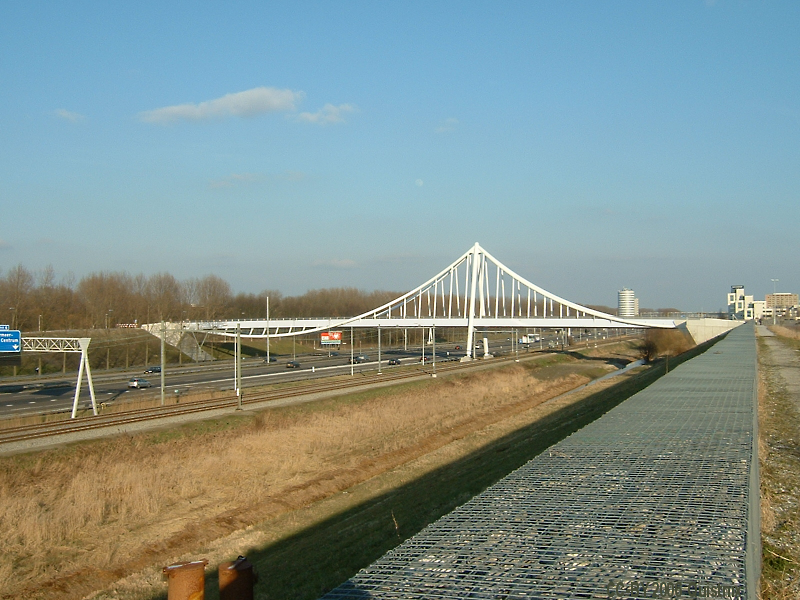
Balijbrug

Die heutige Gemeinde Zoetermeer entstand durch die Zusammenlegung der Gemeinden Zegwaart und Zoetermeer im Jahre 1935. Um auf die große Nachfrage nach Wohnraum nach dem Zweiten Weltkrieg zu reagieren, wurde 1962 beschlossen Zoetermeer, als „Wachstumszentrum“ (Groeikern) auszuweisen.
Nach 1962 wuchs Zoetermeer von einer Gemeinde aus Dörfern mit weniger als 10.000 Einwohnern zu einer Stadt mit mehr als 100.000 Einwohnern 1991. Die traditionelle Landwirtschaft und der Dialekt starben aus.

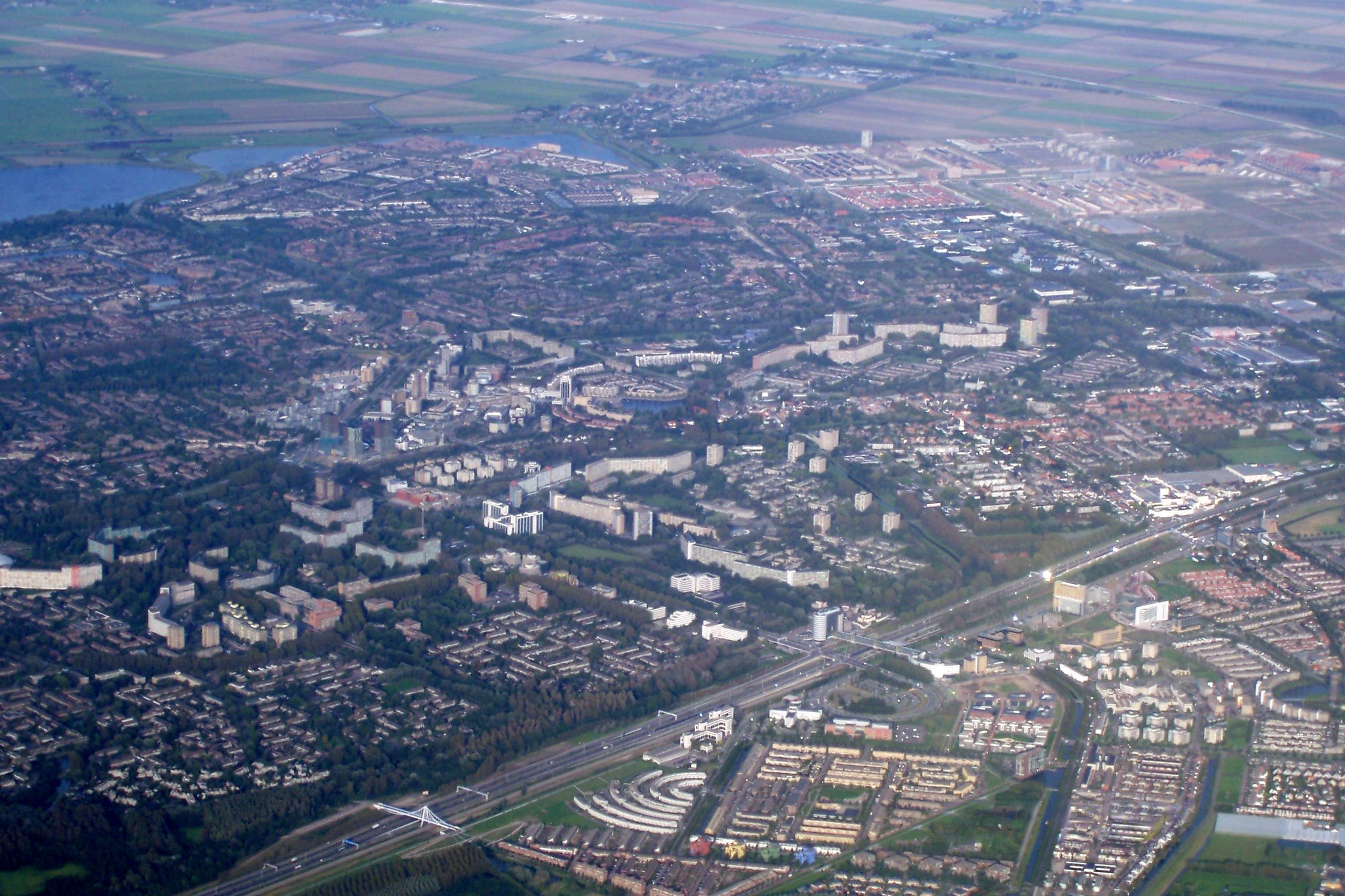
Luftbild von Zoetermeer

### Stadtviertel
Palenstein (1965), Driemanspolder (1966) und Meerzicht (1969)
In den ersten Neubauvierteln Driemanspolder, Palenstein und Meerzicht wurden Hochhäuser errichtet. Diese sollten vor allem junge Familien nach Zoetermeer bringen.
Buytenwegh de Leyens (1974), Seghwaert (1976), Noordhove (1985)
Die Nachfrage nach neuen Wohnungen blieb auch in den 1970er Jahren groß. Vor allem niedrigere Gebäude und Einfamilienhäuser blieben populär. In hohem Tempo wurden die Viertel Seghwaert und Buytenwegh de Leyens realisiert. In diesen zwei Vierteln gibt es viel Grün- und Wasserflächen. Geschossbauten sind in diesen Vierteln fast nicht zu finden. 1985 war der Baubeginn des neuen Viertels Noordhoven, angrenzend an de Zoetermeerse plas, ein Wassersportgebiet.
Stadtzentrum (1981)
Der Bau des Stadtzentrums, das als neues Geschäftszentrum der Stadt geplant wurde, begann 1981. Im Erdgeschoss wurden Geschäfte, Parkplätze und ein Bahnhof, im ersten Stock die Einkaufspassage und darüber Wohnungen und Büros gebaut. So sollte eine kompakte und autofreie Einkaufsstraße entstehen, die auch gut mit Autos und öffentlichem Verkehr erreichbar ist. Die Wohnungen sollten dafür sorgen, dass das Zentrum auch nach Ladenschluss lebendig bleibt. „Het Stadshart“ wurde in vier Abschnitten gebaut: In Phase 1 der westliche Teil, in Phase 2 die Promenade, in Phase 3 die Passage, der nördliche, südliche und westliche Teil und in Phase 4 Waranda. Im Jahr 2006 ist mit dem „Spazio Shopping Space“ die neueste Erweiterung von Stadshart eröffnet worden und Ende 2007 startete die sechste und letzte Erweiterung, Cadenza.
Rokkeveen (1987)
Als die Vollendung der ersten Phase von Noordhoven nahte, startete südlich der A12 der Bau von Rokkeveen. 1992 fand hier die Land- und Gartenbauausstellung Floriade statt. Der Park und der Balijbos im westlichen Teil von Rokkeveen sind noch aus dieser Zeit. 2000 wurde beschlossen, Noordhoven Richtung Benthuizen zu erweitern. In Rokkeveen gibt es viele Eigentumswohnungen und die Möglichkeit zum Bau von Eigenheimen.
Oosterheem (2000)
Fast gleichzeitig mit dem Bau von Noordhove II begann auch 2000 der Bau von Oosterheem im Osten der Stadt. Gleichzeitig wurde die RandstadRail nach Zoetermeer bis Bahnhof BleiZo verlängert („Verlengde Oosterheemlijn“). In dem Viertel Oosterheem wurden bis Anfang der 2010er-Jahre 8.500 Wohnungen gebaut. 2021 lebten dort 23.290 Einwohner; damit ist Oosterheem das größte Viertel von Zoetermeer. 
Weitere Stadtviertel
Das Stadtviertel Dorp besteht aus dem alten Dorf, welches der heutigen Stadt ihren Namen verlieh.
Die die Wohnvierteln umgebenen Viertel Brinkhage, Dwarstocht, Hoornerhage, Lansinghage, Nutrihage, Oosterhage Oost, Oosterhage West, Rokkehage und Zoeterhage sind überwiegend der Industrie und dem Gewerbe vorbehalten.

### Zukunft
Zoetermeer hat mit dem Bau von Oosterheem auch im Nordosten seine Gemeindegrenzen erreicht. Die Polder im Norden gehören zum Groene Hart und dürfen darum nicht bebaut werden. Eine weitere Vergrößerung von Bauvolumen und Wohnungsanzahl ist nur mit Geschossbau, Überbauung von Straßen oder auf Kosten von Grünflächen möglich. Die Überbauung der Autobahn A12 und des Europawegtunnels werden untersucht.
Der Rückbau der alten Stadtviertel ist momentan eine große Herausforderung. Palenstein, 40 Jahre alt, ist das erste Viertel, das rückgebaut werden soll. Hochbau macht zum Teil Platz für niedrigere Gebäude und es wird nach einer besseren Balance zwischen Sozialwohnungen und teureren freistehenden Wohnungen gesucht.

## Politik

### Gemeinderat
Der Gemeinderat von Zoetermeer umfasst 39 Sitze. Der Gemeinderat setzte sich in der Vergangenheit wie folgt zusammen:
| Gemeinderatsmandate a             | Gemeinderatsmandate a | Gemeinderatsmandate a | Gemeinderatsmandate a | Gemeinderatsmandate a | Gemeinderatsmandate a | Gemeinderatsmandate a | Gemeinderatsmandate a | Gemeinderatsmandate a | Gemeinderatsmandate a | Gemeinderatsmandate a | Gemeinderatsmandate a |
| Partei                            | 1982                  | 1986                  | 1990                  | 1994                  | 1998                  | 2002                  | 2006                  | 2010                  | 2014                  | 2018                  | 2022                  |
| --------------------------------- | --------------------- | --------------------- | --------------------- | --------------------- | --------------------- | --------------------- | --------------------- | --------------------- | --------------------- | --------------------- | --------------------- |
| VVD                               | 11                    | 9                     | 7                     | 9                     | 11                    | 9                     | 7                     | 9                     | 6                     | 7                     | 5                     |
| Lijst Hilbrand Nawijn             | –                     | –                     | –                     | –                     | –                     | –                     | 5                     | 5                     | 6                     | 5                     | 5                     |
| GroenLinks                        | –                     | –                     | 1                     | 2                     | 2                     | 2                     | 1                     | 2                     | 2                     | 5                     | 4                     |
| Partij Democratie voor Zoetermeer | –                     | –                     | –                     | –                     | –                     | –                     | –                     | –                     | –                     | 1                     | 4                     |
| Zó! Zoetermeer b                  | –                     | –                     | –                     | –                     | –                     | –                     | 1                     | 2                     | 3                     | 2                     | 3                     |
| Zoetermeer Vooruit                | –                     | –                     | –                     | –                     | –                     | –                     | –                     | –                     | –                     | 2                     | 3                     |
| D66                               | 3                     | 3                     | 6                     | 7                     | 3                     | 7                     | 4                     | 5                     | 8                     | 5                     | 3                     |
| PvdA                              | 9                     | 12                    | 9                     | 6                     | 8                     | 6                     | 10                    | 6                     | 4                     | 2                     | 3                     |
| PVV                               | –                     | –                     | –                     | –                     | –                     | –                     | –                     | –                     | –                     | 2                     | 2                     |
| SP                                | 0                     | 2                     | 4                     | 8                     | 7                     | 7                     | 5                     | 3                     | 4                     | 2                     | 2                     |
| CDA                               | 8                     | 9                     | 8                     | 5                     | 5                     | 6                     | 4                     | 4                     | 4                     | 4                     | 2                     |
| ChristenUnie                      | –                     | –                     | –                     | –                     | –                     | 2                     | 2                     | 2                     | 2                     | 2                     | 2                     |
| SGP                               | 2                     | 1                     | 2                     | 0                     | 2                     | 2                     | 2                     | 2                     | 2                     | 2                     | 2                     |
| GPV                               | 2                     | 1                     | 2                     | 1                     | 2                     | –                     | –                     | –                     | –                     | –                     | –                     |
| RPF                               | 2                     | 1                     | 2                     | 1                     | 2                     | –                     | –                     | –                     | –                     | –                     | –                     |
| FvD                               | –                     | –                     | –                     | –                     | –                     | –                     | –                     | –                     | –                     | –                     | 1                     |
| TROTS                             | –                     | –                     | –                     | –                     | –                     | –                     | –                     | 1                     | 0                     | –                     | –                     |
| Nederland Mobiel                  | –                     | –                     | –                     | –                     | 1                     | –                     | –                     | –                     | –                     | –                     | –                     |
| Centrum Democraten                | –                     | –                     | –                     | 1                     | 0                     | –                     | –                     | –                     | –                     | –                     | –                     |
| PSP                               | 1                     | 1                     | –                     | –                     | –                     | –                     | –                     | –                     | –                     | –                     | –                     |
| PPR                               | 1                     | 1                     | –                     | –                     | –                     | –                     | –                     | –                     | –                     | –                     | –                     |
| CPN                               | 0                     | 1                     | –                     | –                     | –                     | –                     | –                     | –                     | –                     | –                     | –                     |
| Stap ’81                          | 1                     | –                     | –                     | –                     | –                     | –                     | –                     | –                     | –                     | –                     | –                     |
| Total                             | 35                    | 37                    | 37                    | 39                    | 39                    | 39                    | 39                    | 39                    | 39                    | 39                    | 39                    |

Anmerkungen

### Kollegium von Bürgermeister und Beigeordneten
Das Kollegium von Bürgermeister und Beigeordneten besteht aus:
Der heutige Bürgermeister von Zoetermeer ist Michel Bezuijen von der VVD.
Die Beigeordneten für die Periode 2018–2022 sind:
- Marc Rosier (VVD)
- Margreet van Driel (Lijst Hilbrand Nawijn)
- Robin Paalvast (D66)
- Jakobien Groeneveld (GroenLinks)
- Ingeborg ter Laak  (CDA)
- Jan Iedema (VVD)

André Huykman ist Gemeindesekretär.

## Verkehr
Im öffentlichen Nahverkehr ist Zoetermeer in vielerlei Hinsicht angebunden. Auf der Bahnstrecke Gouda–Den Haag verkehren werktags im 15-Minuten-Takt Regionalzüge („Sprinter“) der Nederlandse Spoorwegen zwischen Den Haag Centraal und Gouda, teilweise weiter Richtung Utrecht. Im Stadtgebiet Zoetermeer halten diese an den drei Bahnhöfen Zoetermeer, Zoetermeer Oost und Lansingerland-Zoetermeer; Intercity-Züge halten im Stadtgebiet nicht.
Das Straßenbahnnetz der früheren „Zoetermeer Stadslijn“ erschließt die Stadtviertel von Zoetermeer und verbindet die Stadt mit Den Haag. Es wurde in den 2000er Jahren zur RandstadRail um- und ausgebaut. Hier fahren heute mit 17 Haltestellen im Stadtgebiet die Straßenbahnlinien 3 (Zoetermeer Centrum-West – Den Haag Loosduinen) und 4 (Station Lansingerland-Zoetermeer – Den Haag De Uithof), sowie die werktägliche Verstärkerlinie 34 (Station Lansingerland-Zoetermeer – Den Haag De Savornin Lohmanplein) der HTM, jeweils im 10-Minuten-Takt. Mit den vier hochwertigen Buslinien 170, 173, 400, 455 des R-net, die werktags im 6- bis 15-Minuten-Takt fahren, ist Zoetermeer an Berkel en Rodenrijs, Leiden, Pijnacker und Delft angebunden. Weitere städtische und regionale Buslinien werden von EBS und Arriva betrieben. (Stand: Juli 2021)
Die Stadt liegt an der Autobahn A12, sowie den Nationalstraßen N470, N206 und N209.

## Bildung
Legende
alg.bijz = algemeen bezonder
ref = reformiert
of = öffentlich
p = protestantisch
rk = römisch-katholisch

### Hochschulen
- De Haagse Hogeschool, Academie voor ICT & Media

### Weiterführende Schulen
- Alfrink College
- Erasmus College (Daltononderwijs)
- Oranje Nassau College (ONC), mit zwei Niederlassungen:
  - ONC Clauslaan
  - ONC Parkdreef
- Picasso Lyceum
- Stedelijk College

### Erwachsenenbildungsinstitute
- ID College
  - Regionaal Opleidingen Centrum (ROC)
  - Vestiging Van Doornenplantsoen

### Berufsausbildung
- ID College
  - Regionaal Opleidingen Centrum (ROC)
  - Vestiging Van Doornenplantsoen

### Sonderpädagogik

#### Weiterführende sonderpädagogische Schulen
- De Keerkring (of./p/rk)
- Scholengemeenschap Christelijk Instituut Effatha (p)
- J.C. Pleysierschool voor VSO-ZMOK (alg.bez.)
- Prof Dr. Leo Kannerschool voor SO-ZMOK (alg.bijz.)

#### Sonderpädagogische Grundschulen
- De Voorde (speciaal onderwijs voor slechthorenden)
- De Horizon (rk)
- De Prinsenhof (pc)
- De Vuurtoren (op)
- Het Zwanenbos (op)

#### Besondere weiterführende Sonderpädagogische Schulen
- Het Atrium (of/p/rk)

### Grundschulen
- Achtsprong (rk)
- Annie M. G. Schmidtschool (of)
- Baanbreker (OBNoordhove) (of)
- Buut (rk)
- Da Vinci (of)
- Edelsteen (of) (Dalton)
- Elzenhoek (rk)
- Floriant (rk)
- Florence Nightingale (of)
- Groene Hart (of)
- Hofvijver (p)
- Klimop (of)
- Koningin Beatrixschool (p) (Jenaplan)
- Koningin Wilhelminaschool (ref.)
- Meerburgh, loc. Vijverburgh (of)
- Meerburgh, loc. Meerpaal (of)
- Meester Verwersschool (of) (Montessori)
- Noordeinde (p)
- Oostwijzer (rk)
- Oranjerie (pc)
- Palet (rk)
- Passe Partout (alg. bez.) (Montessori)
- Paulusschool (rk)
- Piramide (of)
- Plankier (of)
- Prins Bernhardschool (p)
- Prins Clausschool (p)
- Prinses Amaliaschool (p)
- Prins Florisschool (pc)
- Willem-Alexander der Nederlandenschool (pc)
- Prinses Margrietschool (pc)
- Regenboog (rk)
- Saffier (of)
- Schanskorf (ref)
- Schrijverke (rk)
- Spectrum (of)
- Spelevaert (rk)
- Springplank (OBSeghwaert) (of) (Dalton)
- Tjalk (of)
- Touwladder (rk)
- Triangel (OBSeghwaert) (of)
- Vrije school (alg. bez.)
- Waterlelie (of)
- Watersnip (of)
- Zwanenbos(of)

## Sehenswürdigkeiten
- Stadtmuseum Zoetermeer
- Die „Oude Kerk“
- Die Kornmühle „De Hoop“
- Wasserturm „De Tien Gemeenten“

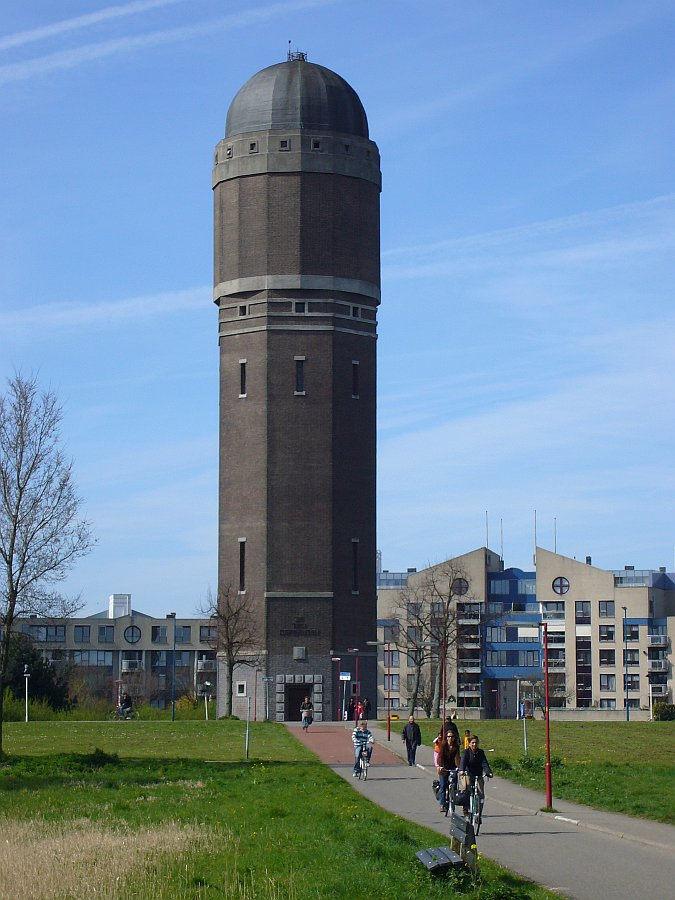
Wasserturm De Tien Gemeenten

- Nelson Mandela Brug (am Bahnhof Zoetermeer)
- Balijbrug

### Nationale Denkmäler
- Liste von nationalen Denkmälern in Zoetermeer

### Freizeit

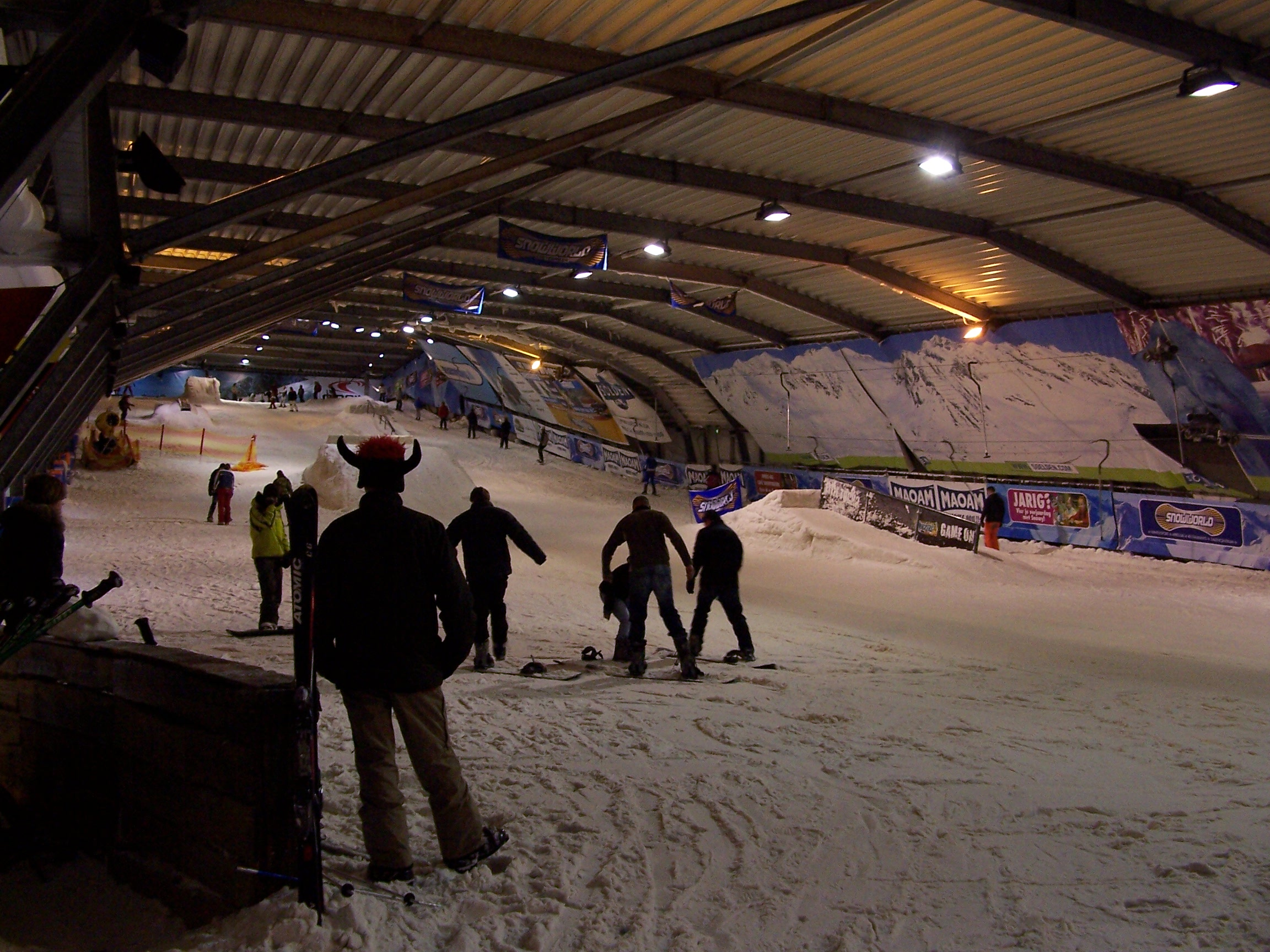
Indoor skibaan SnowWorld

- Attractiecentrum Zoetermeer (Karten und Lassergamen)
- Ayers Rock (Kletterhalle und Survival-Zentrum)
- Burggolf (18-holes-golfbahn)
- Innen- und Außenschwimmbad „Aquapark het Keerpunt“
- Cultuurpodium Boerderij
- Dutch Water Dreams (Olympische Wildwasserbahn und indoor Flowriders)
- Das alte Dorf
- SilverDome (Schlittschuheisbahn, Olympisches Trainingszentrum, Beursen und Eventshalle)
- SnowWorld (Indoorskibahn mit echtem Schnee)
- Spazio Shoppingspace (shopping)
- „Stadshart“ und „Woonhart“ (shopping)
- Schwimmbad „De Driesprong“
- Schwimmbad „De Veur“
- Mevrouw LatenStaan

### Veranstaltungen
1992 fand in Zoetermeer die Internationale Gartenschau Floriade statt.
2009 fand in Zoetermeer die Mountainbike-Europameisterschaft statt.

## Religion

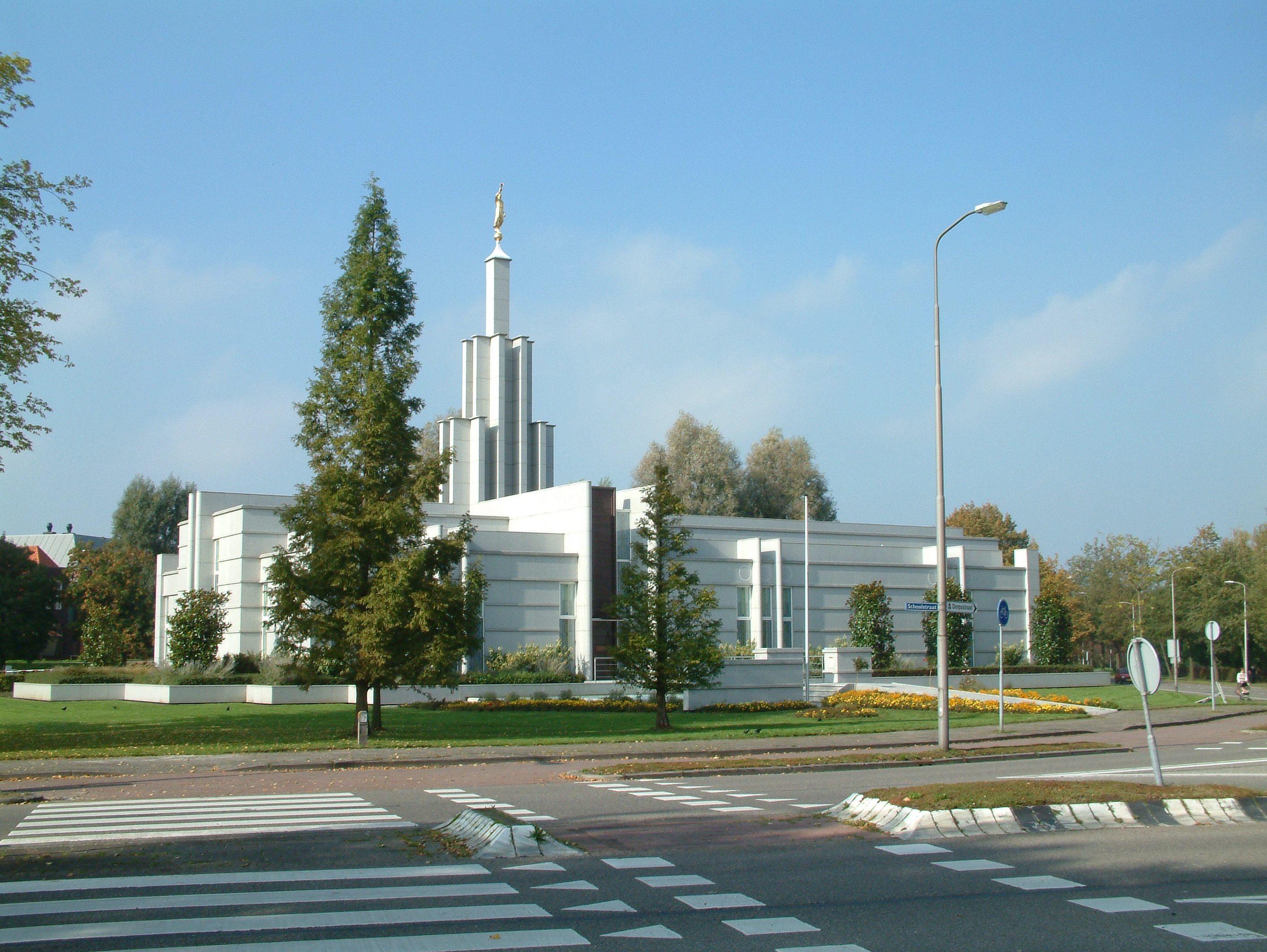
Mormonen-Tempel

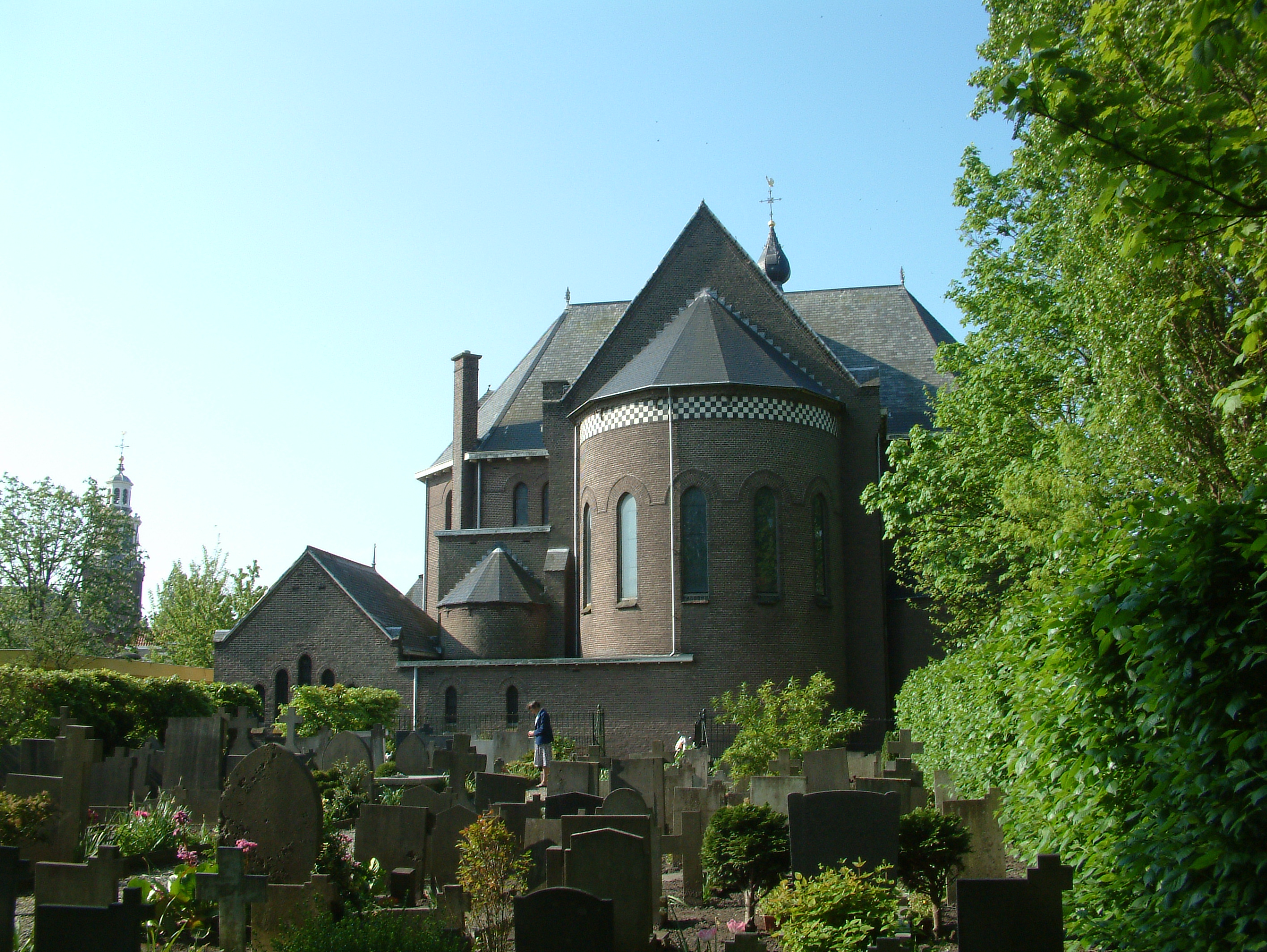
Nicolaaskerk

Zoetermeer kennt viele verschiedene Kirchen und Glaubensgemeinschaften einschließlich:
| Glaubensgemeinschaft                                                             | Gebäude in Zoetermeer        |
| -------------------------------------------------------------------------------- | ---------------------------- |
| Het Apostolisch Genootschap                                                      | Stadhoudersring 782          |
| Baptistengemeinde                                                                | De Wijngaard                 |
| Cama gemeinde Parousia                                                           | De Uitkijk                   |
| Christengemeinde Harvest region Zoetermeer                                       | De Silo                      |
| Doopsgezinde Gemeente                                                            | De Vermaning                 |
| Evangeliegemeente Zoetermeer                                                     | Morgenstond                  |
| Evangelische Ontmoetingsgemeente "Menorah"                                       | Wijkcentrum De Leyens        |
| Gereformeerde Gemeente                                                           | Vredekerk                    |
| Gereformeerde Kerk                                                               | De Olijftak                  |
| Gereformeerde Kerk vrijgemaakt                                                   | Het Kompas                   |
| Islamitische gemeinschap (marokkanisch)                                          | Moskee Al Qibla              |
| Islamitische gemeinschap (türkisch)                                              | Diyanet moskee               |
| Katholiek Apostolische Kerk - Gods Gemeente Ezechiël                             | Aula Stedelijk College       |
| Kerk van Jezus Christus van de Heiligen der Laatste Dagen                        | Den Haag-Tempel              |
| Leger des Heils                                                                  | Dienstencentrum Schoutenhoek |
| Pinkstgemeinde Emmanuël                                                          | Aula Effatha                 |
| Pinkstgemeinde Emmanuel                                                          | Emmanuel                     |
| Pinkstgemeinde Morgenstond                                                       | De Banier                    |
| Protestantische Kirche in den Niederlanden                                       | De Oase                      |
| Protestantische Kirche in den Niederlanden                                       | De Regenboog                 |
| Protestantische Kirche in den Niederlanden                                       | Ichthuskerk                  |
| Protestantische Kirche in den Niederlanden                                       | Morgensterkerk               |
| Protestantische Kirche in den Niederlanden                                       | Oude Kerk                    |
| Protestantische Kirche in den Niederlanden                                       | Pelgrimskerk                 |
| Römisch-katholische Kirche                                                       | De Doortocht                 |
| Römisch-katholische Kirche                                                       | Genesareth                   |
| Römisch-katholische Kirche                                                       | Nicolaaskerk                 |
| Römisch-katholische Kirche                                                       | Tabor                        |
| Samenwerkingsgemeente Christelijke Geref. Kerk / Nederlands Gereformeerde Kerken | De Lichtzijde                |
| Vrijzinnig Christelijke Geloofsgemeenschap                                       | Adventskerk                  |

## Söhne und Töchter der Gemeinde
- Antonius van den Broek (1870–1926), Ökonometriker und Amateurphysiker
- Dien van Straalen (1947–2010), Kostümbildnerin
- Deborah St. Maarten (* 1973), Musikerin (Passion Fruit)
- Mr. Probz (* 1984), Rapper
- Suzanne Harmes (* 1986), ehemalige Kunstturnerin
- Samira Rafaela (* 1989), Politikerin
- Leroy Fer (* 1990), Fußballspieler
- Sarah van Gulik (* 1990), Handballspielerin
- San Holo (* 1990 als Sander van Dijck), DJ, Komponist und Musikproduzent
- Yara van Kerkhof (* 1990), Shorttrackerin
- Kaj Ramsteijn (* 1990), Fußballspieler
- Erik Meijs (1991–2017), Badmintonspieler
- Charlton Vicento (* 1992), Fußballspieler
- Naomi Sedney (* 1994), Sprinterin
- Roy Korving (* 1995), Boxer im Schwergewicht
- Romee Strijd (* 1995), Model
- Michelle Dekker (* 1996), Snowboarderin
- Eugene Omalla (* 2000), niederländisch-ugandischer Sprinter
- Nyala Baijens (* 2001), Handballspielerin
- Zoë Sedney (* 2001), Leichtathletin
- Loe van Belle (* 2002), Radrennfahrer
- Finn van Breemen (* 2003), Fußballspieler
- Lisa van Belle (* 2004), Radrennfahrerin
- Noa Sonneville (* 2005), Volleyball- und Beachvolleyballspielerin

## Partnerstädte
- Jinotega (Nicaragua), seit 1982
- Nitra (Slowakei), seit 1994
- Xiamen (China)